# Војислав Иветић
Војислав Војо Иветић (Прилука, код Ливна, 31. август 1920 — Брезарић, код Јастребарског, 30. јануар 1943), учесник Народноослободилачке борбе и народни херој Југославије.

## Биографија
Рођен је 31. августа 1920. у селу Прилука, код Ливна. Његов отац Илија Иветић био је лугар имао је једанаесторо деце – пет кћери и шест синова. Био је родом из Горњих Казанаца, а службовао је најпре је у Привлуци, а потом у Црном Лугу, код Босанског Грахова. Основну школу је завршио у Црном Лугу, а гимназију је учио у Сињу, Мостару и Бања Луци. Школовао се у тешким условима, јер многочлана породица није имала средстава да га школује. Након завршетка гимназије, уписао је 1940. Војну академију у Београду.
Приликом напада Сила осовина на Југославију, 6. априла 1941. Војна академија се повукла у унутрашњост земље, али су је непосредно пред капитулацију Југослсовенске војске 15. априла напустили официри и оставили питомце. Верујући да ће у босанским планинама Југословенска војска пружити одлучнији отпор непријатељу, Иветић је кренуо у том правцу. Након лутања кроз Босну крајем априла је дошао у Црни Луг, код Босанског Грахова, где је живела његова породица. Одатле се упутио у Мостар, али је тамо чуо за капитулацију и да је створена усташка Независна Држава Хрватска (НДХ). Након тога се поново врати кући.
Након првих усташких покоља Срба у Ливањском пољу, саветовао је народу да чува оружје и да се спрема на отпор и борбу. Када је 27. јула 1941. отпочео устанак у Босанској крајини нашао се на челу устаничке чете из Казанаца. Предводио је чету у првим борбама против усташа, штитећи своје село од могућег масовног покоља.  Служећи се знањем стеченим на Војној академији, већ у првим борбама се истицао вештином руковођења, али и храброшћу.
Иако није био члан Комунистичке партије, у јесен 1941. када је дошло до појаве првих четничких јединица у овом крају, посебно се анагажовао у разоткривању њихове активности и сарадње са италијанским окупатором. Ангажовао се тада на претварању устаничких јединица у  чврсте и борби одане партизанске формације, које су биле састављене од бораца спремних за борбу против италијаскo-четничких јединица, а не само усташа. Када је 13. септембра 1941. у Горњим Казанцима, формирана прва партизанска чета Иветић је постављен за њеног политичког комесара, иако није био комуниста. Чета је у октобру 1941. ушла у састав Ливањског партизанског одреда, који је претежно водио борбе против италијанско-четничких снага у Ливањском пољу. У овим борбама доказао се као вешт војни руководилац, због чега је почетком 1942. примљен у чланство Комунистичке партије Југославије (КПЈ).
Реорганизацијом партизанских снага у овом крају и стварањем покретнијих јединица, формиран је партизански батаљон Старац Вујадин, који је имао четири чете. За политичког комесара Друге чете постављен је Војислав Иветић. У првој половини маја 1942. у борбама с Италијанима и четницима на подручју Босанског Грахова одсечен је од главнине снага један вод Првог пролетерског батаљона Хрватске. Као добар познавалац терена, Иветић је прихватио да овај вод одведе у Лику, где би се прикључио својој јединици. Месец дана је трајао напоран пут до Лике, који је водио кроз непријатељску територију. Како се током пута Иветић зближио са борцима ове јединице, након доласка у Лику је задржан у њиховој чети као водник.
Увиђајући његове војне способности брзо је пребачен на дужност оперативног официра, а  почетком новембра 1942. приликом формирања Тринаесте хрватске бригаде Јосип Краш постављен је на дужност оперативног официра бригаде. Поред њега у Штабу бригаде су се налазили – командант Раде Булат, политички комесар Божо Спачек, Милан Жежељ заменик команданта, Мато Хорватић, заменик политичког комесар и др. Као оперативни официр, учествовао је у планирању и припремању напада бригаде, а радио је и на обучавању курира, бомбаша и диверзаната.
Након формирања, бригада је 14. новембра 1942. извела је своју прву акцију – напад на усташко упориште Свету Јану, када је заробљено 34 усташа. У садејству са Петом словеначком бригадом Иван Цанкар бригада је током децембра 1942. учествовала у борбама на Жумберку. Приликом напада на Крашић, 13. децембра 1942. Војислав Иветић је био на челу привременог Оперативног штаба, чији је задатк био заузимање овог места. Заједно са њим у Оперативном штабу су били Марко Белинић, као политички комесар и словеначки партизани Марјан Дермастиа и Лојзе Попек.  После разарања пруге Загреб—Карловац и Карловац—Метлика, у првој половини јануара 1943, бригада је заједно са Четвртом кордунашком бригадом и словеначким бригадама Тоне Томшич, Матија Губец и Иван Цанкар од 30. јануара до 2. фебруара 1943, учествовала у разбијању италијанско-усташке офанзиве у Жумберку. На самом почетку офанзиве 30. јануара 1943, јединице Тринаесте бригаде су се налазиле у селима Брленић, Брезарић и Хржник. На правцу Јастребарско–Петровина наступала је ојачана чета из 73. италијанског пука и две чете тенкова, а на правцу Драганићи–Крашић Други батаљон 51. италијасног пука, 105. батаљон и две чете лаких тенкова.
Италијаснкој нападној колони из Драганића, супротставили су се код Брленића борци Трећег батаљона Тринаесте бригаде, али су се морали повући изнад Брезарића, пошто су италијанске снаге у међувремену ушле у Крашић. У даљем нападу италијанске снаге су покушале да се уз подршку тенкова пробију путем од Брезарића у Хрженик, али су одбијене. Приликом овог нападу погинуо је Војислав Иветић, када је са групом бораца покушао да заплени италијански тенк. Он је тада скочио на тенк, подигао поклопац и пуцао на посаду, али је био покошен митраљеском ватром из другог тенка.
Указом Президијума Народне скупштине ФНР Југославије 5. јула 1951. проглашен је за народног хероја.